# ハリク
『ハリク』（原題: Halik）は、フィリピンのテレビドラマ。ABS-CBNで2018年8月13日から2019年4月26日まで放送された。

## 登場人物
カタリノ「リノ」バルトロメ
演：ジェリコ・ロサレス
ジャクリーン「ジャッキー」モンテファルコ・コーパス
演：サム・ミルビー
エース・コーパス
演：イェン・サントス
ジェイド・フローレス・バルトロメ
演：ヤム・コンセプシオン